# فتحی رازم
فتحی رازم (ابوجهاد)، (عربی: فتحی الرازم «البحریة» المعروف به فتحی البحریة)، (زاده: ۱۹۴۹ – درگذشته: ۴ سپتامبر ۲۰۱۷). وی از اولین کسانی بود که به عضویت سازمان آزادیبخش فلسطین درآمد و عضو شورای سابق انقلاب بود.

## زندگی و فعالیت‌ها
فتحی رازم در سال ۱۹۴۹ در شهر قدس (اورشلیم) به دنیا آمد او همراه با یاسر عرفات در تمامی مراحل انقلاب فلسطین حضور داشت و از اولین کسانی بود که به عضویت جنبش آزادیبخش ملی فتح درآمد. وی به «جعبه سیاه» برای عرفات معروف بود. او در تمامی نبردهای معاصر انقلاب فلسطین شرکت داشت و عضو شورای سابق انقلاب بود.

## تحت تعقیب
در جریان انتفاضه دوم اسرائیل فتحی رازم را تحت تعقیب قرار داد و وی را متهم کرد که تلاش کرده‌است تا کشتی سلاح که به کشتی (کارین A) معروف است را برای مقاومت فلسطین قاچاق کند و از آن زمان او در بین کشورها و پایتخت‌های عربی در حال جابجایی بود.

## درگذشت
فتحی رازم بر اثر یک بیماری سخت در امارات متحده عربی دوشنبه شب ۴ سپتامبر ۲۰۱۷ درگذشت. جسد وی برای دفن شدن به کشور اردن منتقل می‌شود.

## پیام‌ها
- رام‌الله، دولت فلسطین: محمود عباس رئیس دولت فلسطین سه شنبه ۵ سپتامبر ۲۰۱۷ پس از درگذشت سرلشکر فتحی رازم عمیقترین احساسات و تسلیت‌های خود را به خانواده و بستگان ابوجهاد و جمیع دوستان و فرزندان خلق فلسطین تقدیم کرد. محمود عباس همچنین صفات نیکوی فقید درگذشته را که زندگیش را در دفاع از حقوق و استقلال خلق ما فدا کرد ستود.[۶]
- جنبش فتح از جانب خود صمیمانه‌ترین تسلیت‌ها و اندوه و همدردی خود را به سرلشکر فتحی رازم تقدیم کرد و تأکید کرد که تعهد مردان و وفاداری به روح پاکش جاودان خواهد ماند و راه او و تمام شهدا را تا نیل به آزادی و استقلال را ادامه خواهند داد. اسامه القواسمی سخنگوی جنبش فتح تأکید کرد که «او برای فلسطین و پرچم و خاک آن زندگی کرد و یک فتحی سرسخت بود و برای وطنش و مردمش فردی مخلص بود و در مسیر مبارزات طولانی خود در طی پنج دهه از خودگذشتگی و مبارزی خستگی ناپذیر بود.[۳][۴]

## همچنین ببینید
- زیاد ابوعین
- آمی آیالون
- عملیات قادر
- اگر فلسطینی بودم با کسانی که سرزمینم را اشغال کردند می‌جنگیدم
- جرمی لوفردو